# Avril 1180
L'éphéméride | Tout sur avril et 1180.
- 28 avril : Mariage de Philippe II de France et d'Élisabeth de Hainaut en l'abbaye d'Arrouaise près de Bapaume. Élisabeth est la fille de Baudouin V de Hainaut et la nièce de Philippe d’Alsace comte de Flandre. Elle apporte au roi le Comté d'Artois en dot.